# Campeonato Sudamericano de Football 1926
Il Campeonato Sudamericano de Football 1926 fu la decima edizione della Coppa America di calcio. Fu organizzato dal Cile, che ospitò le partite dal 12 ottobre al 3 novembre 1926 all'Estadio Campos de Sports de Ñuñoa di Santiago.

## Nazionali partecipanti
| N° | Nazione   | Iscrizione CONMEBOL | Note                         |
| -- | --------- | ------------------- | ---------------------------- |
| 1  | Argentina | 1916                | Detentore Coppa America 1925 |
| 2  | Brasile   | 1916                | Rinuncia                     |
| 3  | Cile      | 1916                | Nazione ospitante            |
| 4  | Uruguay   | 1916                |                              |
| 5  | Paraguay  | 1921                |                              |
| 6  | Perù      | 1925                | Rinuncia                     |
| 7  | Bolivia   | 1926                |                              |

## Formula
La formula prevedeva un girone all'italiana con l'assegnazione di 2 punti a vittoria, 1 a pareggio e 0 a sconfitta. La prima classificata avrebbe vinto il titolo.

## Riassunto del torneo
Il torneo registrò subito la netta inferiorità dei nuovi arrivati boliviani, travolti all'esordio dal Cile con un 7-1. Anche le altre nazionali affondarono con goleade la Bolivia (alla fine saranno ben 24 le reti subite dai boliviani in appena 4 partite), giocandosi così tra sé il titolo. L'Uruguay, dopo esser mancato nell'ultima edizione, mise le cose in chiaro e, trascinato dalle reti dei due attaccanti Héctor Scarone ed Héctor Castro, sconfisse 2-0 l'Argentina e 6-1 il Paraguay. Le due nazionali invece nello scontro diretto pareggiarono 1-1. La Celeste tornava così ad imporsi per la sesta volta nel torneo continentale.

## Risultati
| Arbitro: | Gallieri |

|                                                              |           |             |
| Ramírez 10’ Subiabre 14’ Arellano 15’ 41’ 80’ 84’ Moreno 47’ | Marcatori | 62’ Aguilar |

| Arbitro: | Tejada |

|                                                  |           |  |
| Cherro 9’ 19’ Sosa 31’ Delgado 43’ De Miguel 74’ | Marcatori |  |

| Arbitro: | Malbrán |

|                                   |           |                     |
| Borjas 22’ Castro 32’ Scarone 55’ | Marcatori | 65’ (rig.) Subiabre |

| Arbitro: | Jiménez |

|                                                               |           |  |
| Sosa 11’ 32’ 59’ 87’ Cherro 16’ Delgado 40’ 42’ De Miguel 52’ | Marcatori |  |

| Arbitro: | Tejada |

|          |           |                                                    |
| Soto 15’ | Marcatori | 57’ 81’ I. López 72’ 88’ C. Ramírez 76’ P. Ramírez |

| Arbitro: | Barba |

|  |           |                       |
|  | Marcatori | 22’ Borjas 73’ Castro |

| Arbitro: | Barbera |

|                                       |           |  |
| Scarone 9’ 12’ 28’ 39’ 81’ Romano 67’ | Marcatori |  |

| Arbitro: | Barba |

|              |           |               |
| Saavedra 25’ | Marcatori | 42’ Tarasconi |

| Arbitro: | Jiménez |

|                                           |           |                    |
| Castro 16’ 23’ 32’ 72’ Saldombide 47’ 82’ | Marcatori | 58’ Fleitas Solich |

| Arbitro: | Tejada |

|                                      |           |                 |
| Arellano 21’ 64’ 71’ Ramírez 42’ 82’ | Marcatori | 40’ Vargas Peña |

## Classifica finale
| Pos. | Squadra   | Pt | G | V | N | P | GF | GS | DR  |
| ---- | --------- | -- | - | - | - | - | -- | -- | --- |
| 1.   | Uruguay   | 8  | 4 | 4 | 0 | 0 | 17 | 2  | +15 |
| 2.   | Argentina | 5  | 4 | 2 | 1 | 1 | 14 | 3  | +11 |
| 3.   | Cile      | 5  | 4 | 2 | 1 | 1 | 14 | 6  | +8  |
| 4.   | Paraguay  | 2  | 4 | 1 | 0 | 3 | 8  | 20 | -12 |
| 5.   | Bolivia   | 0  | 4 | 0 | 0 | 4 | 2  | 24 | -22 |

## Classifica marcatori
7 gol
- Arellano.

6 gol
- Castro e Scarone.

5 gol
- Sosa.

4 gol
- Ramírez.

3 gol
- Cherro e Delgado;
- P. Ramírez.

2 gol
- De Miguel;
- Subiabre;
- C. Ramírez;
- Borjas e Saldombide.

1 gol
- Tarasconi;
- Aguilar e C. Soto;
- Moreno;

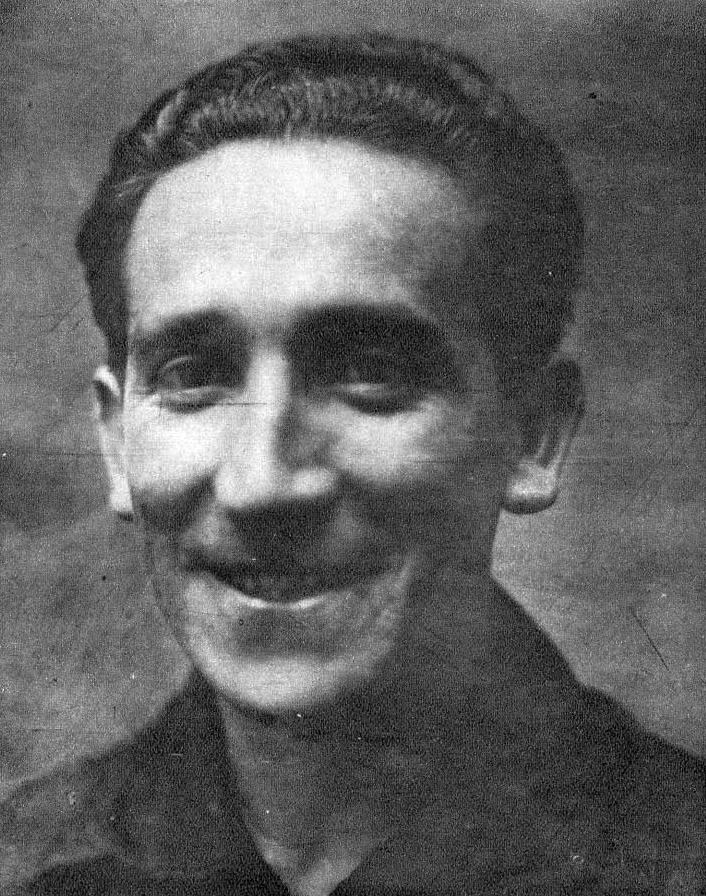
David Arellano

- Fleitas Solich, I. López e Vargas Peña;
- Romano.

## Arbitri
- Juan Pedro Barbera
- Norberto Luis Gallieri
- Pedro José Malbrán
- Francisco Jiménez
- Miguel Barba
- Aníbal Tejada